# Berijpte schorszwam
De berijpte schorszwam (Peniophora lycii) is een schimmel die behoort tot de familie Peniophoraceae. Hij leeft saprotroof op allerlei soorten loofhout en minder vaak op naaldhout. Hij komt voornamelijk voor op dode takken in (enigszins) voedselrijke loofbossen. Deze schorszwam heeft geen specifieke voorkeur voor type loofhout. Hij is het meest frequent gemeld op Fraxinus, maar komt ook voor op bomen als populier, wilg, eik, berk, beuk en diverse naaldbomen.

## Kenmerken

### Uiterlijke kenmerken
Deze schimmel ziet er uit als een resipunaat korstje op dood hout. De kleur is zeer variabel en de kleur kan variëren van een grijzig-wit tot aan een rozig-violet. Karakteristiek is een fijne, witte berijping die zich voortzet tot de rand. Afhankelijk van de leeftijd van de schimmel heeft hij een enkele tot een groot aantal barstjes.

### Microscopische kenmerken
Deze schimmel heeft peervormige cystidia diep in het weefsel en koraalachtig vertakte cystidia aan het oppervlak. De sporen meten 9-13 × 3,5-5 μm en zijn hiermee breder het merendeel van de andere grauwkleurige schorzwammen.

## Verspreiding
De berijpte schorszwam komt voor in Europa en minder frequent in Noord-Amerika, Azië, Australië en Nieuw-Zeeland. In Nederland komt hij zeer algemeen voor.